# Anekdotische Evidenz
Anekdotische Evidenz (aus anekdotische Aussage, anekdotischer Beweis und Fallbericht) ist ein informeller Bericht über Korrelationen in Form eines oder mehrere Einzelberichte, im Alltag oft vom Hörensagen. Der Ausdruck wird oft als Gegensatz zur statistischen Evidenz (klassische Empirie z. B. im Sinne von klinischen Studien, Laborstudien, Feldstudien) und zum Analogieschluss und anderen Formen empirischer Evidenz verwendet. Anekdotische Evidenz hat eine schwache argumentative Aussagekraft.
Eine anekdotische Evidenz kann mithilfe von narratologischen Methoden erarbeitet werden.

## Definition und Überblick
Der Begriff anekdotische Evidenz involviert eine genaue Beschreibung eines spezifischen Beispiels oder Falls, der oftmals die Meinung bzw. Erfahrung des Beschreibenden widerspiegelt. Diese Fallbeschreibungen sind weder statistisch noch auf andere Weise wissenschaftlich nachprüfbar, oftmals unzuverlässig und gelten daher als epistemisch problematisch. In mancher Hinsicht dient die anekdotische Evidenz aufgrund ihrer schwachen Aussagekraft als Gegensatz der statistischen Evidenz.
Eine Widerlegung durch ein Gegenbeispiel ist keine anekdotische Evidenz. Vielmehr reicht hier ein Einzelbericht aus, um eine allgemeine Aussage argumentativ sicher zu Fall zu bringen. Beispiel: „Alle Katzen fangen Mäuse“ wird wissenschaftlich korrekt widerlegt durch „Ich kannte eine Katze, die hat in ihrem ganzen Leben keine einzige Maus gefangen“, obwohl diese Aussage anekdotisch zu sein scheint. Anekdotisch wäre sie aber, wollte man aus ihr schlussfolgern, dass Katzen normalerweise (oder grundsätzlich) keine Mäuse fangen.
Das Bestreben der anekdotischen Evidenz ist von dem der statistischen Evidenz, das im Herleiten genereller Tendenzen und Muster besteht, zu unterscheiden. Bei der statistischen Evidenz bestimmt die Anzahl der untersuchten Fälle die Verlässlichkeit und Evidenz der Informationen. Ein wichtiges Element der statistischen Untersuchung sind zum Beispiel die Fragen und ihre Formulierung. Die präzise Gestaltung der Fragen soll garantieren, dass die Antworten der Befragten nicht vorbestimmt oder subjektiv beeinflusst werden. Im Gegensatz dazu beschäftigt sich die anekdotische Evidenz nicht bzw. kaum mit verifizierbaren Trends und Mustern, sondern vielmehr mit einer detailnahen Präsentation spezieller Fälle oder Beispiele. Forscher, die die anekdotische Evidenz tatsächlich nutzen, tendieren oft dazu, Ergebnisse dann zu autorisieren, wenn eine große Anzahl kleiner Beispiele oder Fälle einen Trend suggerieren. Nach wissenschaftlichem Verständnis kann ein Einzelfall jedoch keine Aussagen über Trends, Bevölkerungsgruppen oder Häufigkeiten geben.
Missbrauch von anekdotischer Evidenz ist ein informeller Fehlschluss und wird manchmal informell als „jemand der“-Fehlschluss bezeichnet („ich kenne jemanden, der …“, „ich weiß von einem Fall, wo …“), vergleichbar mit der vorschnellen Generalisierung. Anekdotische Evidenz ist nicht notwendigerweise typisch. Statistische Evidenz kann genauer bestimmen, wie typisch etwas ist. Die Gefahr eines Fehlers nach dem Muster cum hoc ergo propter hoc ist recht groß.
Bei allen Formen der anekdotischen Evidenz kann es Zweifel darüber geben, ob ihre Zuverlässigkeit durch objektive, unabhängige Untersuchung getestet werden kann. Das ist eine Folge der informellen Art, wie diese Information gesammelt, dokumentiert und/oder präsentiert wird. Der Ausdruck wird oft verwendet für Evidenz, für die es keine Dokumentation gibt. Damit hängt die Verifikation von der Glaubwürdigkeit der Partei ab, die die Evidenz präsentiert.
Die Argumentation mit anekdotischer Evidenz ist zurückzuführen auf den philosophischen Begriff der Induktion, bei der von der Beobachtung auf Gesetzmäßigkeiten geschlossen wird. Seit den Ausführungen des Philosophen David Hume über das Induktionsproblem ist diese Art der Argumentation in der Philosophie infrage gestellt worden.
Anekdotische Aussagen können im Alltagsleben sehr überzeugend wirken und werden als der „jemand der“-Fehlschluss bezeichnet. Beispiele für anekdotische Aussagen werden oft mit „ich kenne jemanden, der …“ oder „ich weiß von einem Fall, bei dem …“ eingeleitet. Eine psychologische Studie fand heraus, dass Studenten sich bei der Wahl ihrer Kurse mehr auf die Aussagen vereinzelter Studenten verließen als auf eine Statistik, die widerspiegelte, wie eine repräsentative Mehrheit den Kurs bewertet hatte. Als Grund hierfür wurde angegeben, dass eine Geschichte viel greifbarer ist und sich daher einfacher einprägt.
Anekdotische Evidenz ist nicht immer inkorrekt oder unwahr, sondern baut oft lediglich auf einem falschen Rückschluss auf. Ein Beispiel hierfür ist: „Mein Großvater rauchte wie ein Schlot, aber starb vollkommen gesund bei einem Autounfall im Alter von 99 Jahren.“ Die Aussage kann die Tatsache, dass das Rauchen die Wahrscheinlichkeit verschiedener Krankheiten merklich erhöht, weder widerlegen noch kann sie das Gegenteil belegen. In diesem Fall mag die Evidenz in Wirklichkeit zwar gegeben sein, dennoch gibt sie keine Garantie für die Schlussfolgerung. Auch die Generalisierung von diesem einen Fall auf andere ähnliche Fälle ist unmöglich, da die gegebenen Umstände und das Verhalten der Protagonisten differieren können. Somit kann eine anekdotische Aussage, so hoch ihr Wahrheitsgehalt auch sein mag, nicht als wissenschaftlich wertvolle Evidenz genutzt werden.
Dies betrifft freilich die statistische Abschätzung von Wahrscheinlichkeiten. Ist tatsächlich eine Existenzaussage intendiert, z. B. ein „es ist immerhin möglich, dass“, so ist die anekdotische Evidenz brauchbar, wenn sie nur wahrhaftig ist.

## Kommunikations- und Argumentationstheorie
Eine wichtige Rolle spielt die Unterscheidung zwischen statistischer und anekdotischer Evidenz in der Kommunikations- und Argumentationstheorie. Hoeken und Hustinx beschäftigen sich in einer ihrer Studien mit der Qualität von Argumenten. In entsprechenden Experimenten stellen sie fest, dass die Überzeugungskraft beider Evidenztypen entscheidend vom Typ des genutzten Arguments abhängt. Basiert ein Argument auf einer Verallgemeinerung, so ist statistische Evidenz in der Regel überzeugender. Beruht das Argument aber auf einer Analogie, so sind statistische und anekdotische Evidenz für die Teilnehmer des Experiments gleichermaßen überzeugend.
Weiterhin wird zum Teil in der Wissenschaft vertreten, dass der jeweilige kulturelle Hintergrund relevant dafür ist, welche Evidenztypen für überzeugender gehalten werden.
In der Werbung kommt das Prinzip der anekdotischen Evidenz verstärkt zum Einsatz, um, basierend auf den Erfahrungen und Erzählungen anderer, Vertrauen in das Produkt beim Publikum zu erzeugen. Besonders glaubwürdig ist die Darstellung des Produkts von sogenannten Experten. So gilt das Werben eines Zahnarztes für eine bestimmte Zahnpasta-Marke als besonders glaubwürdig.

## Forschung

### Sozialwissenschaften
In den Sozialwissenschaften wurde von John Forrester bezüglich des Handlungswissens ein Modell angeführt, nach dem alles Wissen nur auf einem Schlussfolgern von Fall zu Fall beruht.

### Medizin
In der Medizin hat die anekdotische Evidenz große Bedeutung. Fälle der Wunderheilung sollen klinische oder wissenschaftliche Studien widerlegen und auf eine widersprüchliche Konklusion verweisen. Anekdotische Aussagen über ähnliche Krankheitsbilder und deren Ausgang wirken auf Patienten oft interessanter und anschaulicher als bloße Statistiken. Das konnten die Wissenschaftler Ubel, Jepson und Baron mithilfe einer Reihe von Experimenten bestätigen. Ihre Forschungsfrage lautete: „Was ist ausschlaggebend für die Behandlungsentscheidung von Patienten?“ Ihr Versuchsaufbau sah vor, dass den Teilnehmern einerseits fiktive statistische Informationen über den Prozentsatz von Herzpatienten, deren Gesundheitszustand sich durch eine Gefäßerweiterung oder Bypassoperation verbessert hat, zur Verfügung gestellt werden. Andererseits erhielten sie Empfehlungsschreiben von hypothetischen Patienten, die entweder von einem der genannten Eingriffe profitiert oder nicht profitiert haben.

### Psychotherapie
In der Psychotherapieforschung werden traditionell Einzelfalluntersuchungen eingesetzt. Es wird dabei unterschieden zwischen Efficacy-Studien (Wirksamkeit von Psychotherapie unter Idealbedingungen) und Effectiveness-Studien (Wirksamkeit von Psychotherapie unter Realbedingungen).